# Lasionycta arietis
Lasionycta arietis là một loài bướm đêm trong họ Noctuidae.